# Lucía Etxebarría
Lucía Etxebarría de Asteinza (Valencia, 7 dicembre 1966) è una scrittrice, sceneggiatrice, poetessa e drammaturga spagnola.

## Biografia
Figlia di José Ignacio Echevarría Gorroño (morto il 5 dicembre 2003) e Lucía Asteinza Stocke (14 aprile 1927), è la settima di sette fratelli. La sua famiglia proviene da Bermeo, nei Paesi Baschi.
Ha studiato in una scuola religiosa fino all'età di 18 anni, quando si è trasferito a Madrid dove ha studiato giornalismo e filologia inglese. Dopo parecchi lavori e il conseguimento della laurea in filologia inglese e giornalismo a Madrid, ha pubblicato il suo primo libro Aguanta Esto (1996), biografia di Courtney Love.
Grazie a Ana María Matute, ha potuto pubblicare il suo primo romanzo, Amore, prozac e altre curiosità (1997). Nel 1998 ha vinto il Premio Nadal con il suo secondo romanzo, Beatriz e i corpi celesti (Beatriz y los cuerpos celestes).
In Noi che non siamo come le altre (1999) costruisce un romanzo con una struttura di diverse storie intrecciate con personaggi ricorrenti. L'opera ricorda il suo esordio narrativo, a sua volta ispirato da Slaves of New York di Tama Janowitz. Lo stesso anno scrive la sceneggiatura del film Sobreviviré, in collaborazione con David Menkes e Alfonso Albacete. Con loro collabora anche alla sceneggiatura di I love you baby (2001), un film diretto da Miguel Santesmases, che è un adattamento del suo primo romanzo per il cinema. Il regista Antonio del Real dirige anche un altro film basato su una sua sceneggiatura, La mujer de mi vida (2001).
Nel settembre 2000 si è trasferita in Scozia con la sua amica Elena Álvarez per lavorare all'Università di Aberdeen. Lì ha insegnato sceneggiatura e ha partecipato a vari seminari e conferenze. Nel novembre dello stesso anno le fu conferito un dottorato onorario in Lettere da quell'università. Il risultato del suo soggiorno in Scozia è il saggio En brazos de la mujer fetiche (2002), scritto in collaborazione con Sonia Núñez Puente. Nel 2002 ha ottenuto un posto come scrittrice residente all'Università McGill di Montréal.
Con l'opera Di tutte le cose visibili e invisibili: amore e altre menzogne (2001) ha vinto il "Premio Primavera de Novela", e nel 2003 ha pubblicato il libro di racconti Una storia d'amore come tante. Nel 200, ha ripubblicato la sua prima opera con un nuovo titolo, Courtney y yo, incorporando una nuova prima parte. Con Una donna in bilico, un romanzo incentrato sull'esperienza della maternità, ha vinto il Premio Planeta nel 2004. Nel 2002 è stata la curatrice di La vida por delante: voces desde y hacia Palestina, una raccolta di racconti di autori palestinesi e spagnoli che ha tradotto e curato con Fundamentos. È stata anche editrice della collezione Astarté della casa editrice Martínez Roca.
Etxebarría ha anche usato un'espressione poetica. Ha debuttato in questo genere con Estación de infierno (2001). Nel 2004 ha pubblicato Actos de amor y placer, con cui ha vinto il XX Premio Barcarola.
Nel 2005 ha pubblicato Ya no sufro por amor, un saggio che l'autrice definisce un'aspirina e in cui cerca di smontare quello che considera il "moderno mito consumista dell'amore romantico". Nella primavera del 2007 ha pubblicato un altro romanzo, Cosmofobia, in cui racconta la vita di venti personaggi che hanno in comune il fatto di vivere nel quartiere madrileno di Lavapiés. Nel 2009 ha pubblicato in collaborazione con Goyo Bustos un saggio intitolato El club de las malas madres, con riflessioni e consigli sul compito di essere madre, padre o insegnante di bambini in questi tempi. Nel 2010 ha pubblicato il romanzo Lo verdadero es un momento de lo falso. Nel dicembre 2011 ha annunciato il suo ritiro a tempo indeterminato dal mondo letterario come forma di protesta contro la pirateria. Il 14 febbraio 2012 ha iniziato, insieme a diversi collaboratori, una rivista digitale, AllegraMag, che è scomparsa un anno dopo a causa del suo scarso successo. Nel 2013 ha partecipato al reality show di Telecinco, Campamento de verano per, secondo lei, pagare i suoi debiti con il fisco. Sempre nel 2013 ha pubblicato due opere: Liquidación por derribo, una lettura critica della situazione economica spagnola, e Tu corazón no está bien de la cabeza: cómo salí de una relación tóxica. Etxebarría ha dichiarato di essere membro del Mensa, un'associazione internazionale di persone dotate che riconosce tra i suoi membri coloro che sono più intelligenti del 98% della popolazione.

## Analisi della sua opera letteraria
Il modo in cui Etxebarria affronta e tratta nelle sue opere aspetti come il ruolo della donna nella società attuale, la maternità, il femminismo, la sessualità, le relazioni sociali o gli stereotipi di genere è stato oggetto di varie analisi in ambito accademico, universitario e letterario.

## Accuse di plagio
Nel 2001 la rivista Interviú accusò Etxebarría di aver plagiato il poeta Antonio Colinas, vincitore del Premio Nazionale di Letteratura, nel suo libro Estación de Infierno (2001); hanno anche detto che il primo romanzo dello scrittore, Amore, prozac e altre curiosità (1997), includeva frasi letterali di Prozac Nation, della giornalista e scrittrice americana Elizabeth Wurtzel. Etxebarria ha citato la rivista per un presunto reato di interferenza con il suo onore, ma Interviú fu assolto nel 2003 con una sentenza del tribunale di prima istanza numero 52 di Madrid. L'autore si è poi appellato alla Corte Provinciale di Madrid.

## Premi
- 1998 Premio Nadal, Beatriz e i corpi celesti (Beatriz y los cuerpos celestes)
- 2001 Premio Primavera, Di tutte le cose visibili e invisibili: amore e altre menzogne (De todo lo visible y lo invisible)
- 2004 Premio Planeta, Una donna in bilico (Un milagro en equilibrio)

## Opere

### Narrativa
- Amore, prozac e altre curiosità (Amor, curiosidad, prozac y dudas) (1997) - edizione italiana: Guanda, 2001. ISBN 88-8246-145-9
- Beatriz e i corpi celesti (Beatriz y los cuerpos celestes) (1998) - Guanda, 1999. ISBN 88-8246-142-4
- Noi che non siamo come le altre (Nosotras que no somos como las demás) (1999) - Guanda, 2003. ISBN 88-8246-270-6
- Di tutte le cose visibili e invisibili: amore e altre menzogne (De todo lo visible y lo invisible) (2001) - Guanda, 2002. ISBN 88-8246-446-6
- Una storia d'amore come tante (Una historia de amor como otra cualquiera) (2003) - Guanda, 2004. ISBN 88-8246-675-2
- Una donna in bilico (Un milagro en equilibrio) (2004) - Guanda, 2006. ISBN 88-8246-896-8
- Cosmofobia (2008) - Guanda, 2008. ISBN 978-88-6088-248-6
- Il vero è un momento del falso (Lo verdadero es un momento de lo falso) (2010) - Guanda, 2011. ISBN 978-88-6088-269-1
- El contenido del silencio (2011)
- Dios no tiene tiempo libre (2013)
- Cuentos clásicos para chicas modernas (2013)
  - "Por qué el amor nos duele tanto" (2017)

### Poesia
- Estación de infierno (2001)
- Actos de amor y placer (2004)

### Saggistica
- La historia de Kurt y Courtney: aguanta esto (1996)
- Eva futura (La Eva futura. La letra futura) (2000) - Guanda, 2005. ISBN 88-8246-813-5
- En brazos de la mujer fetiche (2002), con Sonia Núñez Puente
- Courtney y yo (2004)
- Io non soffro per amore (Ya no sufro por amor) (2005) - Guanda, 2007. ISBN 978-88-6088-053-6
- El club de las malas madres (2009), con Goyo Bustos
- "Màs peligroso es no amar" (2016)

### Altri
- La vida por delante: voces desde y hacia Palestina (2005)

## Filmografia

### Sceneggiatrice
- ... y otras mujeres de armas tomar  - documentario TV (1998)
- Sobreviviré, regia di Alfonso Albacete e David Menkes (1999)
- Le prince du Pacifique, regia di Alain Corneau (2000)
- Amor, curiosidad, prozak y dudas, regia di Miguel Santesmases (2001)
- La mujer de mi vida, regia di Antonio del Real (2001)
- I Love You Baby, regia di Alfonso Albacete e David Menkes (2001)
- Carta blanca - serie TV, episodio 2x03 (2006)